# Čičarovce
Čičarovce (maďarsky Csicser) jsou obec na Slovensku. Nacházejí se v Košickém kraji, v okrese Michalovce. Obec má rozlohu 26,63 km² a leží v nadmořské výšce 106 m. První písemná zmínka o obci pochází z roku 1263. V roce 2011 v obci žilo 901 obyvatel. V obci je základní škola s vyučovacím jazykem maďarským.
Na území obce je chráněné ptačí území Medzibodrožie.